# 208996 Achlys
(208996) 2003 AZ84 is een transneptunisch object met een maan uit de buitenste regio's van het Zonnestelsel. Het is ongeveer 940 kilometer over zijn langste as, want het heeft een langgerekte vorm. Het behoort tot de plutino's - een groep van kleine planeten genoemd naar het grootste lid Pluto - want het draait in een 2:3 resonantie met Neptunus in de Kuipergordel. Het werd ontdekt op 13 januari 2003, door de Amerikaanse astronomen Chad Trujillo en Michael Brown tijdens de NEAT survey met behulp van de Samuel Oschintelescoop van Palomar Observatory.
Zijn lichtcurve amplitude wijkt weinig af van die van een Jacobi ellipsoïde, wat suggereert dat het er waarschijnlijk een is met een kleine albedo.
Hij wordt door de astronomen Gonzalo Tancredi en Michael Brown als een zeer waarschijnlijke dwergplaneet beschouwd. Grundy et al concluderen echter dat objecten zoals deze, in het groottegebied van 400-1000 km, met albedo's kleiner dan ≈0,2 en dichtheden van ≈1.2 g/cm3 of minder, waarschijnlijk nooit tot vaste lichamen zijn samengegebotst, laat staan gedifferentieerd of in hydrostatisch evenwicht zijn gekomen, en dus hoogst onwaarschijnlijk dwergplaneten zijn. Het is niet het grootste naamloze voorwerp in het Zonnestelsel, gezien de grote meetonzekerheden van alle naamloze voorwerpen met grotere best geschatte diameters.

## Fysische kenmerken
De Spitzer Space Telescope heeft zijn grootte geschat op 686±96 km, terwijl een analyse van een combinatie van Spitzer en Hershel gegevens een iets hogere schatting gaf van 727,0+61,9-66,5 km. Deze resultaten zijn met elkaar in overeenstemming. De grote omvang van 2003 AZ84 maakt het een waarschijnlijke dwergplaneet. Zijn massa is onbekend omdat de satelliet niet is teruggevonden.
Bij een stellaire occultatie in 2010 is een enkele koorde gemeten van 573±21 km. Maar dit is slechts een ondergrens voor de diameter van 2003 AZ84 omdat de koorde mogelijk niet door het centrum van het lichaam is gegaan.
In 2017 suggereerden stellaire occultaties en gegevens van zijn roterende lichtkromme dat 2003 AZ84 een langgerekte vorm had, vermoedelijk als gevolg van zijn snelle rotatiesnelheid van 6,71 uur, vergelijkbaar met Haumea en Varuna. Dat zou 2003 AZ84 ongeveer afmetingen geven van 940×766×490 km, met zijn langste as bijna twee keer zo lang als zijn polaire as.
De spectra en kleuren van 2003 AZ84 lijken sterk op die van Orcus, een ander groot hemellichaam in 2:3 resonantie met Neptunus. Beide hemellichamen hebben een vlak, karakterloos spectrum in het zichtbare gebied en tamelijk sterke absorptiebanden van waterijs in het nabije infrarood, hoewel 2003 AZ84 een lager albedo heeft. Beide hemellichamen hebben ook een zwakke absorptieband nabij 2,3 μm, die veroorzaakt kan zijn door ammoniakhydraat of methaanijs.

## Baan en rotatie

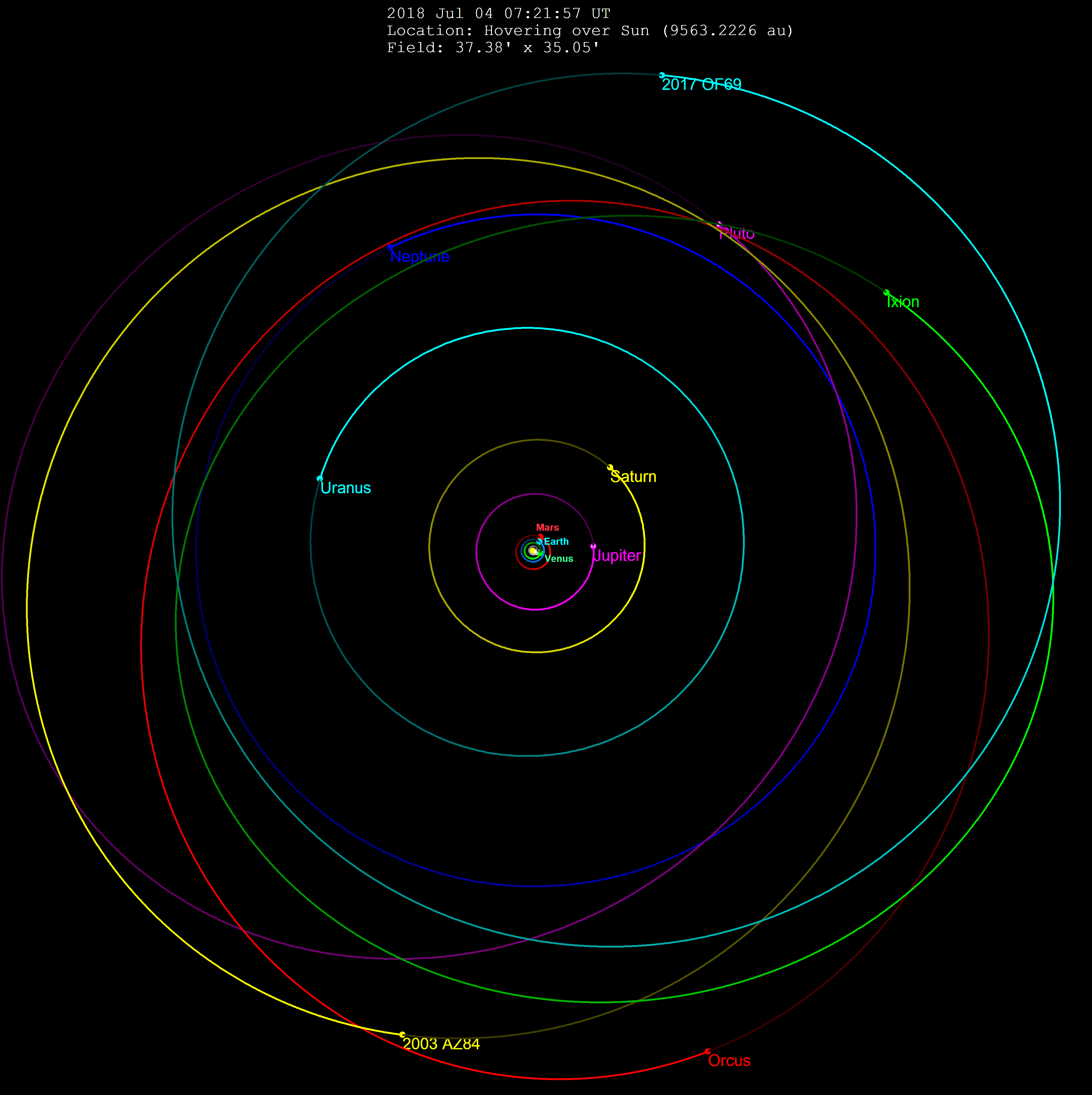
2003 AZ 84 (geel) met andere plutino's.

2003 AZ84 draait op een gemiddelde afstand van 39,6 astronomische eenheden (AE) rond de zon en voltooit een volledige baan in 249 jaar. Hij is in een 2:3 baanresonantie met Neptunus; 2003 AZ84 voltooit twee banen rond de zon voor elke drie banen die Neptunus voltooit. Omdat hij in een 2:3 resonantie met Neptunus staat, wordt 2003 AZ84 geclassificeerd als een plutino. Zijn baan staat 13,6 graden schuin ten opzichte van de ecliptica. De baan van 2003 AZ84 is matig excentrisch, met een baanexcentriciteit van 0,183. In juli 2019 bevond 2003 AZ84 zich op 44,43 AE (6,647×109 km) van de Zon. Hij had zijn aphelium (verste afstand van de Zon) benaderd in 1982 en zal in 2107 bij zijn perihelium (dichtste afstand tot de Zon) komen. Simulaties van de Deep Ecliptic Survey laten zien dat 2003 AZ84 de komende 10 miljoen jaar niet dichter (qmin) dan 31,6 AE van de Zon zal komen (hij zal verder weg blijven dan Neptunus).
De rotatieperiode van deze kleine planeet werd voor het eerst gemeten door Scott Sheppard in 2003. Lichtkrommen verkregen door Sheppard met de 2,2-meter telescoop van de Universiteit van Hawai'i gaven een dubbelzinnige rotatieperiode van ofwel 6,71 of 13,42 uur, met een helderheidsvariatie van 0,14 magnitudes (U=2). De kortere rotatieperiode verwijst naar de oplossing met een enkele piek, die verwacht wordt als de helderheidsvariaties het gevolg zouden zijn van het albedo. De langere rotatieperiode is voor een oplossing met dubbele pieken, meer in overeenstemming met een langgerekte vorm.

## Maan
Met behulp van waarnemingen met de ruimtetelescoop Hubble werd op 22 februari 2007 de ontdekking van een maan van 2003 AZ84 gemeld in IAUC 8812. Het object werd gemeten met een afstand van 0,22 boogseconden en een schijnbaar magnitudeverschil van 5,0. Sinds 2012 zijn pogingen om de maan te zien mislukt. De niet-gerecupereerde maan wordt geschat op ongeveer 72±12 km in diameter.